# Punta di Fontanella
La Punta di Fontanella (Pointe des Fontanelles in francese) (3.384 m s.l.m.) è una montagna delle Alpi del Weisshorn e del Cervino nelle Alpi Pennine.

## Descrizione
Il monte si trova lungo lo spartiacque tra la Valtournenche e la Valpelline, nel comune di Bionaz, in Valle d'Aosta.
La montagna sovrasta il Rifugio Prarayer e si trova a lato della Comba di Valcornera. Una lunga cresta la collega con il vicino Monte Dragone (3.354 m).

## Accesso alla vetta
Si può salire sulla vetta partendo dal Rifugio Perucca-Vuillermoz (2.920 m).